# Maurice Cocagnac
Maurice Jean Cocagnac né le 20 juin 1924 à Tarbes dans les Hautes-Pyrénées (France) et décédé le 18 décembre 2006 à Paris, est un religieux et prêtre dominicain (Ordre des Prêcheurs), théologien, peintre, écrivain et chanteur, en même temps que grand voyageur. Entre 1955 et 1960, il s'est fait particulièrement connaître par les chansons bibliques qu'il avait créées et accompagnait à la guitare en France et en Allemagne.

## Biographie
Maurice Cocagnac passe son enfance à Tarbes, où il commence sa scolarité. Il vient habiter Paris avec ses parents vers 1936 ; élève au lycée Charlemagne sous l’occupation allemande, il est profondément marqué par la disparition soudaine de plusieurs de ses condisciples et amis juifs.
Alors qu’il poursuit des études d’architecture à l’École des Beaux-Arts, il entre dans la Résistance, puis s’engage dans les Forces françaises de l’intérieur (FFI). La guerre terminée, il rejoint l’ordre des Frères Prêcheurs, au couvent Saint-Jacques à Paris. Il y reçoit le nom de frère Augustin. Suivent les années d’études de philosophie et de théologie au couvent du Saulchoir, à Etiolles, puis à l’Université dominicaine, dite l’Angelicum, à Rome.

### L'Art sacré
À son retour, il est nommé, en 1954, aux Éditions du Cerf, où il prend la direction de la revue L’Art sacré, après la mort du P. Marie-Alain Couturier et le retrait du Père Raymond Régamey. Durant quinze ans, secondé par Jean Capellades, et fortement influencé par l’œuvre et la personnalité de Le Corbusier qui construit à cette date le couvent de La Tourette à Éveux, il joue un rôle important dans le renouveau artistique au moment du concile Vatican II.
Il fait également, de 1951 à 1964, plusieurs voyages au Japon où il se passionne pour l’art des temples bouddhistes et les jardins japonais; il en ramène de nombreuses encres de Chine et publiera en 1965 un numéro de la revue sur cet art. L’ébranlement de 1968 entraîne, l’année suivante, la suppression de la revue et impose à son ancien directeur une reconversion très difficile.

### Les albums pour enfants
Aumônier-catéchiste de l’École alsacienne et très apprécié par les enfants, il publie aussi pour eux une quarantaine de petits livres illustrés – « les Albums de l’Arc-en ciel », de 1963 à 1968, puis « les Contes du hibou » et « la Rivière enchantée ». Dès 1964, il fait appel à d'autres artistes (Jacques Le Scanff, Alain Le Foll, Bernard Gibert, Chantal Biso-Masnou) pour illustrer ses albums pour enfants ; après 1970, il sollicitera le concours de conteurs et de peintres japonais (K. Taniuchi, M. Kasuya, K. Niizaka, C. Iwasaki) pour réaliser d'autres livres encore plus originaux.

### Les chansons bibliques
À la même époque - qui est aussi celle du chanteur jésuite 'Père Duval' - il compose des chansons pleines d’humour et de fantaisie sur des thèmes bibliques, chansons qu’il enregistre sur plusieurs disques 45 tours, qui le font connaître en France, en Allemagne et en Italie, où il effectue de nombreuses tournées de concert avec sa guitare, pour diffuser son message spirituel. 
Plus tard, il écrira les paroles de plusieurs chansons de Graeme Allwright.

### Belle-Île
En 1968, il est nommé aumônier de l’Union catholique du théâtre et de la musique, se liant d’amitié avec nombre d’artistes, dont, parmi bien d’autres, Pierick Houdy, Pierre Richard, Laurent Terzieff. Déjà il avait organisé, pour les plus jeunes d’entre eux, des séjours à Belle-Île-en-Mer: il fondera avec eux l’association L’Arche de Noé et entreprendra, aidé par de jeunes protestants allemands, la restauration du hameau en ruines de Kergallic, au centre de l'île qui deviendra un lieu de réflexion, de rencontres et de méditation, de fêtes et d’amitié. Il y animera, durant un quart de siècle, des sessions de dessin et peinture, sous le signe de « la main libre », ainsi que des ateliers d’écriture poétique. Ces sessions se poursuivent depuis lors avec d’autres animateurs, durant les mois d’été.

### Les voyages
Maurice Cocagnac fut un grand voyageur, très désireux d'ouverture aux autres cultures et spiritualités, d'abord celles de l'Asie (Inde, Népal, Birmanie, Java, Chine), puis celle de l'Amérique centrale (dix fois au Mexique où il rencontre le sorcier yaqui Don Juan Matus et Carlos Castaneda et assiste à plusieurs opérations de la "curandera" Pachita).
En 1969, quittant les Éditions du Cerf, il reprend le chemin de l’Université et se met à l’étude du sanscrit et des civilisations indiennes à l’École pratique des Hautes Études, avec le souci d’explorer les résonances entre les traditions chrétiennes et les traditions orientales. Ces résonances, il les écoute durant de longues années, s’initiant également au Yoga du son, qu’il enseignera à son tour.
Mais la curiosité de Maurice Cocagnac ne s’arrête pas là. De 1975 à 1992, fidèle à son exigence de vérité, il entreprend à nouveau de longs voyages en Inde, puis au Mexique et au Guatemala. Chacun de ces séjours est l’occasion d’un nouveau livre : Aujourd’hui l’Inde spirituelle (1976), Ces pierres qui attendent (1979), Les racines de l’âme indienne (1984), Rencontres avec Carlos Castañeda et Pachita la guérisseuse (1991), Le Christ est né à Chalma (1994), il en ramène aussi de nombreux tableaux ou dessins.

### Le peintre et l'écrivain
Maurice Cocagnac a été un artiste complet, architecte, peintre et critique d’art – l’inventaire photographique de ses œuvres compte actuellement près de six cents pièces –, musicien et chanteur, écrivain, parolier et poète – carnets de voyages, poèmes et nouvelles encore inédits pour la plupart. Une exposition est en préparation, pour le mois de janvier 2014, à la Mairie du 13e arrondissement de Paris.
Le Père Cocagnac fut aussi un théologien original ouvert aux autres cultures, et les livres qu’il a publiés, à partir de 1969, témoignent de cette recherche spirituelle universaliste mais enracinée dans la Bible, poursuivant sa vocation de prêcheur sans aucun dogmatisme, attentif à ses frères dominicains, et surtout aux plus jeunes, en particulier au couvent de Strasbourg de 1989 à 1994, avant de revenir à Paris en 1995 au couvent Saint Jacques, puis à la Maison Marie-Thérèse.
Mais sa vue décline de plus en plus et sa santé se dégrade, l’empêchant de poursuivre ses travaux. Il s’éteint  dans le 14e arrondissement de Paris le 18 décembre 2006.

## Œuvres

### Livres de théologie et de spiritualité
- Le jugement dernier dans l’art (Éd. du Cerf, 1955)
- Si Dieu était mort, il ne parlerait pas si fort (Éd. du Cerf, 1969)
- Aujourd’hui l’Inde spirituelle (Éd. Retz, 1976)

- Prix Montyon 1978 de l’Académie française
- Ces pierres qui attendent : pour un dialogue entre l’hindouisme et le christianisme (Desclée, 1979)
- Les racines de l’âme indienne (Armand Colin, 1984) - Prix Broquette-Gonin 1984[5]
- L’Évangile du soir (Éditions du Cerf, 1990)
- Rencontres avec Carlos Castañeda et Pachita la guérisseuse (Albin Michel, 1991)
- Le zen : jalons sur un chemin de lumière (Droguet et Ardant, 1993 ; rééd. Plon/Mame, 1996)
- Le Christ est né à Chalma : foi et traditions des Indiens du Mexique et du Guatemala (Albin Michel, 1994)[6]
- La parole et son miroir : les symboles bibliques (Éd. du Cerf, 1994)[7]
- L’énergie de la Parole biblique (Éd. du Cerf, 1996)
- L’expérience du « mantra » dans la tradition chrétienne et les autres religions (Albin Michel, 1997)
- Le corps et le Temple (Éd. du Cerf, 1999)
- Sacré et secret : méditer pour entrer dans la profondeur des textes (Éd. du Cerf, 2003)
- Les Symboles bibliques : lexique théologique (Éd. du Cerf, 3e édition, 2006).

### Albums illustrés pour enfants
- L’âne de Balaam (Éd. du Cerf, Les Albums de l’Arc-en-ciel /1, 1963)
- Zachée le publicain (Éd. du Cerf, Les Albums de l’Arc-en-ciel /2, 1963)
- Le jeune David (Éd. du Cerf, Les Albums de l’Arc-en-ciel /3, 1963)
- L’Agneau de Pâques (Éd. du Cerf, Les Albums de l’Arc-en-ciel /4, 1963)
- Jonas ill. Jacques Le Scanff (Éd. du Cerf, Les Albums de l’Arc-en-ciel /5, 1963)
- Jésus au bord du lac, ill. Alain Le Foll (Éd. du Cerf, Les Albums de l’Arc-en-ciel /6, 1963)
- Le baptême de Jésus (Éd. du Cerf, Les Albums de l’Arc-en-ciel, 1964)
- L’aveugle-né, ill. Jacques Le Scanff (Éd. du Cerf, Les Albums de l’Arc-en-ciel /7, 1964)
- Le paralytique guéri, ill. Jacques Le Scanff (Éd. du Cerf, Les Albums de l’Arc-en-ciel /8, 1964)
- Noé, ill. Alain Le Foll (Éd. du Cerf, Les Albums de l’Arc-en-ciel /9, 1964)
- Élie et le feu du ciel, ill. Jean Jacouton (Éd. du Cerf, Les Albums de l’Arc-en-ciel /10, 1964)
- Guéri dans le Jourdain, le prophète et le soldat, ill. Alain Le Foll (Éd. du Cerf, Les Albums de l’Arc-en-ciel /16, 1965)
- Évangile pour les jeunes, ill. Jacques Le Scanff (Éd. du Cerf, 1965)
- Pour comprendre ma Messe, ill. Jacques Le Scanff (Éd. du Cerf, 1965)
- La Bible pour les jeunes : 1. l’Ancienne Alliance, ill. Jacques Le Scanff (Éd. du Cerf, 1966)
- La Bible pour les jeunes : 2. la Nouvelle Alliance, ill. Jacques Le Scanff (Éd. du Cerf, 1967)
- Jésus nous donne le pain, ill. Alain Le Foll (Éd. du Cerf, Les Albums de l’Arc-en-ciel /19, 1966)
- Les disciples d’Emmaüs ont vu Jésus ressuscité, ill. Jacques Le Scanff (Éd. du Cerf, Les Albums de l’Arc-en-ciel /20, 1966)
- La création du monde, ill. Colette Portal (Éd. du Cerf, Les Albums de l’Arc-en-ciel /21, 1967)
- Jésus ressuscite Lazare (Éd. du Cerf, Les Albums de l’Arc-en-ciel /22, 1967)
- Moïse, ill. Alain Le Foll (Éd. du Cerf, Les Albums de l’Arc-en-ciel /23, 1967)
- Le Royaume de Dieu pousse comme un arbre (Éd. du Cerf, Les Albums de l’Arc-en-ciel /24, 1967)
- Pour comprendre mon baptême (Éd. du Cerf, 1968)
- Pierre, pêcheur du Christ (Éd. du Cerf, Les Albums de l’Arc-en-ciel /25, 1968)
- L’Esprit de Pentecôte, ill. Jacques Le Scanff (Éd. du Cerf, Les Albums de l’Arc-en-ciel /26, 1968)
- Les mots de la Bible, ill. J. Le Scanff (Éd. du Cerf, 1968)
- Les hommes regardent la lune, ill. B. Gibert (Éd. du Cerf, Les contes du hibou, 1969)
- Pouf, pouf, le petit train dans les nuages, ill. B. Gibert (Éd. du Cerf, Les contes du hibou, 1969)
- Jonquille, le sous-marin baladeur, ill. J. Le Scanff (Éd. du Cerf, Les contes du hibou, 1969)
- Avec Jésus je suis fort, ill. J. Le Scanff (Éd. du Cerf, 1969)
- Avec Jésus je suis heureux, ill. J. Le Scanff (Éd. du Cerf, 1969)
- Avec Jésus je travaille, ill. Ch. Biso-Masnou (Éd. du Cerf, 1969)
- Avec Jésus je n’ai pas peur, ill. Ch. Biso-Masnou (Éd. du Cerf, 1969)
- Les trois arbres du samouraï, ill. A. Le Foll (Éd. du Cerf, Les contes du hibou, 1969)
- La ville aux mille tours (Éd. du Cerf, Les contes du hibou, 1969)
- Là-haut sur la colline, histoire et images de K. Taniuchi, texte français de M. Cocagnac (Éd. du Cerf, 1969)
- Didier s’envole, ill. Ch. Biso-Masnou (Éd. du Cerf, Les contes du hibou, 1970)
- Chenapan et le coq du clocher, ill. B. Gibert (Éd. du Cerf, Les contes du hibou, 1970)
- La flûte de Totito (Éd. du Cerf, Les contes du hibou, 1970)
- L’opéra de Jonas (Éd. Fleurus-Le Périscope, 1970)
- Qui m’appelle ?, histoire de K. Taniuchi, images de M. Kasuya, texte français de M. Cocagnac (Éd. du Cerf, La rivière enchantée /4, 1970)
- Madame de la Taupinière, histoire et images de Y. Watari, texte français de M. Cocagnac (Éd. du Cerf, La rivière enchantée/ 6, 1970)
- De plain-pied dans les nuages, images de K. Niizaka, texte français de M. Cocagnac (Éd. du Cerf, La rivière enchantée /10, 1970)
- Les cerceaux enchantés de la pluie, images de K. Taniuchi, texte de M. Cocagnac (Éd. du Cerf, 1971)
- Le vieil homme et son violon, histoire de T. Fugita, images de K. Taniuchi, texte de M. Cocagnac (Éd. du Cerf, 1971)
- Mon oiseau est revenu, images de C. Iwasaki, texte de M. Cocagnac (Éd. du Cerf, 1972).

### Articles et archives
Nombreux articles dans L’Art sacré de 1954 à 1969. Ils devraient être réédités en 2013 dans un volume à paraître aux Éditions du Cerf.
Collaboration à des ouvrages collectifs : 
- Au seuil de la théologie, volume I, chapitre VIII : « Formation de la religieuse en matière d’art sacré » (Éd. du Cerf, 1960) ;

volume III. ch. VIII : « Art sacré : les images de la foi »  et ch. IX : « Éducation chorale : notes sur le chant populaire » (Éd. du Cerf, 1966).
- Art « Les formes anciennes de la vie religieuse au Mexique et au Guatemala », dans Encyclopédie des religions, F. Le noir et Y.-T. Masquelier dir., Paris Bayard, 1997, p. 1252-1271.
- « Un art sacré ? », Revue d’Éthique et Théologie Morale, Le supplément, juin 1992, p. 109-128.
- Entretien « Un dominicain chez les sorciers », Paris Match, février 1991.
- Revue Question de, tenue d’un Journal anachronique ;  no 20 : « La parapsychologie en question ; Le centaure et le cavalier ; le dehors et le dedans » ;  no 23 : « De la pop-music au grégorien » ; « Science et conscience » ; no 22 : « L’Église et les mystères perdus » ;  no 24 : « Voyage au pays de l’âme ouverte » ; no 25 : « L’Apocalypse et ses images ».

### Chansons et disques
- Frère Jacques. Chantons le Seigneur : 150 chansons et chants spirituels, avec Alice Collet et Pierick Houdy, (Éd. du Cerf, 1966)
- À la table du Seigneur : 13 chants pour célébrations d’enfants, avec un disque 45 tours (Mame, 1973)
- Chansons bibliques, 5 disques 45 tours (Lumen et Éd. du Cerf, 1957).